# HD 70642 b
HD 70642 b是一顆環繞恆星HD 70642的太陽系外行星，距離母恆星3.23天文單位，公轉週期5.66年。這顆行星屬於類似木星的氣體巨行星，可能有類似木星的衛星系統。發現於2003年7月3日。

## 外部連結
- . Exoplanets.   [2012-06-29]. （原始内容存档于2009-11-24）.
- Extrasolar Vision: HD 70642 b